# 가야고분군
가야고분군은 대한민국 세계유산 중 하나로, 한반도 남부 지역에 위치한 7개 가야 고분군으로 구성된 연속유산이다. 포함된 고분은 김해 대성동 고분군, 함안 말이산 고분군, 합천 옥전 고분군, 고령 지산동 고분군, 고성 송학동 고분군, 남원 유곡리와 두락리 고분군, 창녕 교동과 송현동 고분군 등 7개 고분군이다. 2023년 9월 17일, 사우디아라비아 리야드에서 열린 제45차 유네스코 세계유산위원회 회의에서 등재가 결정되었다. 대한민국의 16번째 세계유산이다.
| 유네스코 ID | 고분군 이름                 | 위치한 지역     | 사진 |
| ----------- | --------------------------- | --------------- | ---- |
| 1666-001    | 대성동 고분군               | 경상남도 김해시 |      |
| 1666-002    | 말이산 고분군               | 경상남도 함안군 |      |
| 1666-003    | 옥전 고분군                 | 경상남도 합천군 |      |
| 1666-004    | 지산동 고분군               | 경상북도 고령군 |      |
| 1666-005    | 송학동 고분군               | 경상남도 고성군 |      |
| 1666-006    | 남원 유곡리와 두락리 고분군 | 전라북도 남원시 |      |
| 1666-007    | 교동과 송현동 고분군        | 경상남도 창녕군 |      |